# Goddert
Goddert là một đô thị thuộc một ‘‘Verbandsgemeinde’’ - ở huyện Westerwald trong bang Rheinland-Pfalz, Đức. Đô thị Goddert có diện tích 2,39 km². Đô thị này thộc Verbandsgemeinde Selters, một dạng đô thị tập thể chỉ có ở bang Rheinland-Pfalz. ==Tham khảo==
1. ↑   Statistisches Landesamt Rheinland-Pfalz – Bevölkerungsstand 2020, Kreise, Gemeinden, Verbandsgemeinden (Hilfe dazu).